# Ashwell (Hertfordshire)
Ashwell – wieś w Anglii, w hrabstwie Hertfordshire, w dystrykcie North Hertfordshire. Leży 28 km na północ od miasta Hertford i 60 km na północ od centrum Londynu. Miejscowość liczy 1667 mieszkańców.